# تلخ و شیرین (مجموعه تلویزیونی ۱۳۹۲)
تلخ و شیرین یک مجموعه تلویزیونی محصول سال ۱۳۹۲ به کارگردانی حسن آخوندپور، سروش محمدزاده، احمد شادکامی،  تهیه‌کنندگی حسن آخوندپور می‌باشد که از در نوروز ۱۳۹۴ شبکه شما پخش شد. این مجموعه در ۸ فصل و ۲۳ قسمت تهیه شد.
1. صاف و ساده
2. ترانه پاییزی
3. زندگی زیبا
4. ارغوان
5. پناهگاه
6. آسمان محبوب من
7. ماجرای آقا ابراهیم
8. همیشه آغاز

## بازیگران
- علیرضا لعلی
- حسن نامجو
- سحر شفیعی
- شاهپسند طاهری
- محمد جهانپا
- نرگس نوروزی
- علیرضا رواندل
- ساناز صفایی
- احمد ریحانه
- مرجان علوی